# Csulak István
Csulak István (Chulyak Dobrai István) (? – 1645) református lelkész.

## Élete
Előbb a lisceni egyháznak volt lelkésze, 1629. május 2-ától a zempléni református egyházkerüelt seniora és a főiskola gondnoka. Latinul, görögül jól tudott.
Az ő idejében kezdték írni a zempléni egyházkerület jegyzőkönyvét; ebbe belejegyezte néhány beszédét, melyeket a sárospataki tanárok fölavatásakor mondott.